# Pandemia de COVID-19 en Buenos Aires (provincia)

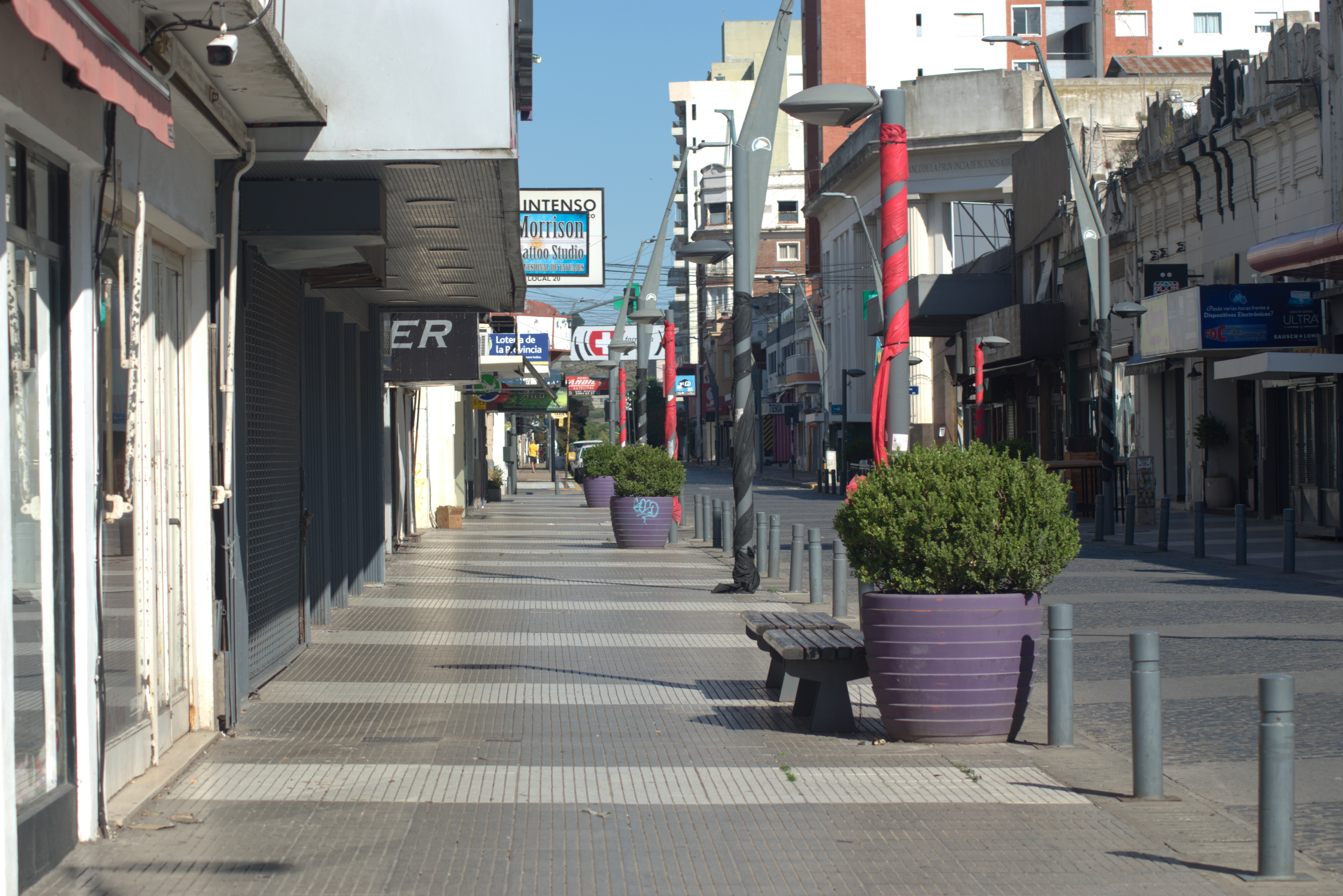
La calle 9 de Julio de Tandil vacía con solo un peatón yendo a comprar comestibles el 29 de marzo de 2020.

El primer caso de la pandemia del COVID-19 en la provincia de Buenos Aires se dio a conocer el 6 de marzo de 2020 en el partido de San Martín, con una mujer de 67 años que había viajado a Lombardía, Italia. Al 12 de diciembre de 2021, se confirmaron 2,096,072 casos y 55,193 muertes.

## Antecedentes
El 12 de marzo de 2020, el gobernador Kicillof decretó la emergencia sanitaria en la provincia de Buenos Aires. Preveía la prórroga en su artículo 3, si así lo recomendaba el Ministerio de Salud bonaerense. El mismo día, el gobernador prorrogó hasta el 15 de abril la prohibición de realizar eventos culturales, deportivos, artísticos y sociales de concurrencia masiva en el marco del Aislamiento Social Preventivo y Obligatorio que se decretó ante la pandemia de coronavirus en Argentina. De esta manera, la normativa que se dio a conocer alcanzó a "las actividades y/o eventos que se encuentren programados y cuya suspensión y/o reprogramación no resultare posible, y deberán realizarse sin presencia de público, aplicando en forma rigurosa las recomendaciones emitidas por las autoridades sanitarias". Tras la declaración de la emergencia sanitaria en la provincia, el gobierno bonaerense avanzó en la implementación de un “plan de contingencia” para hacerle frente a la pandemia del COVID-19. El 23 de marzo de 2020 el Ministerio de Salud bonaerense abrió la convocatoria para sumar a 4500 profesionales al sistema de salud. Buscaban 500 terapistas, 500 médicos generalistas, 500 kinesiólogos, 2000 enfermeras, 100 médicos clínicos, 20 infectólogos; 800 trabajadores de limpieza, 80 psicólogos y trabajadores sociales. La idea del gobierno de Axel Kicillof era cubrir esas vacantes con personal del país, incluyendo por ejemplo a estudiantes residentes de los últimos años. Por otro lado, la situación en la que se encontraban los 80 hospitales provinciales distaba de ser la mejor. El abandono por parte de la gestión del  Macrismo era notorio. La actual gestión desde el inicio se encontró enfocada en ampliar a contrarreloj la oferta sanitaria y los insumos en todos los hospitales provinciales y municipales.
El Ministerio de Salud que conduce Daniel Gollán anunció la adquisición de 500 nuevas camas de terapia intensiva, 400 monitores multiparamétricos y más de 9600 determinaciones para diagnóstico del virus, para poder dar respuesta a la crisis algo más que insuficiente considerando la gran población.  A esto se sumó la compra de insumos como barbijos, guantes de látex, kit de ropa y protectores oculares que se distribuyeron pero no todos llegaron a destino como se había pactado. A su vez, se reforzó la capacidad de dar respuesta de los hospitales con 200 Unidades Sanitarias Móviles. Entre los hospitales que contarán con esta nueva herramienta se encuentran dos hospitales de La Matanza: el Hospital de Agudos Diego Paroissien de Isidro Casanova y el Hospital Simplemente Evita de González Catán. El Partido de La Matanza es uno de los municipios donde más recursos se están destinando con la crisis de la pandemia. Por impulso del presidente Alberto Fernández, en el partido se realizaron trabajos a tiempo completo para abrir cuanto antes los dos hospitales abandonados durante la gestión de María Eugenia Vidal. Se trata del hospital Néstor Kirchner de Gregorio de Laferrere y del René Favaloro de Rafael Castillo. Ambos forman parte de los 8 hospitales de emergencia que el gobierno nacional buscó abrir en el conurbano para evitar colapsar el sistema de salud. Otro de los ejes en agenda del gobierno fue el impacto que tuvieron las medidas de prevención en la ya delicada economía bonaerense. En Buenos Aires, el 60% de sus habitantes se encuentran debajo de la línea de pobreza y muchos de ellos en la actualidad encuentran dificultades para acceder a alimentos con la cuarentena. El mantenimiento de los comedores escolares se tuvo que  apoyar en privados y donaciones de la gente para la entrega de viandas y bolsones en los sectores más vulnerables de la provincia. “El Estado tiene que trabajar a contrarreloj situaciones que el mismo empeoró, porque una cosa es que te agarre una condición de aislamiento cuando estás en las condiciones económicas de Alemania, pero  ni el sistema de salud ni en la condición económica  Aun así Kicillof, contuvo la posibilidad de un estallido social en la provincia.
El diálogo permanente con la Nación fue un punto clave en el plan de contingencia provincial. Las fuerzas de seguridad nacionales se encuentran trabajaron junto a los efectivos provinciales y locales para garantizar la prevención y el cumplimiento del aislamiento empobreciendo a la población y los contagios seguían en aumento. Además, en los días siguientes se sumaron las cocinas de campaña del Ejército para reforzar la entrega de alimentos en los barrios más pobres. Al respecto, el 25 de marzo de 2020, la vicegobernadora Verónica Magario y el intendente Fernando Espinoza mantuvieron un encuentro en el Palacio Almafuerte para coordinar el desembarco de las fuerzas militares al distrito.
Luego de las medidas adoptadas por el Gobierno Nacional y el de la provincia de Buenos Aires, los funcionarios del gobierno de Axel Kicillof volvieron a marcar la importancia de que los ciudadanos se "queden en sus casas".
"Entendemos que hay una pandemia, un virus para el cual la población no tiene anticuerpos y tiene alta transmisibilidad: muy probablemente toda la población vaya a estar en contacto con él", lanzó Nicolás Kreplak en conversación con Radio La Red y agregó que "la tasa de complicaciones del virus no es muy alta, pero es probable que haya enorme cantidad de casos en las poblaciones de riesgo; eso produce un colapso del sistema sanitario". "Lo que buscamos es "aplanar esa curva de crecimiento". "La importancia que le están dando las autoridades políticas a la situación nos ayuda a fortalecer la capacidad de respuesta del sistema de salud; esperamos poder acompañar todo lo que sea el aumento de demanda, con aumento de respuesta". 
Respecto a la posibilidad de que el virus se vuelva autóctono, manifestó: "En algún momento el virus va a circular; pasó en todos los países, probablemente cuando bajen un poco más las temperaturas".

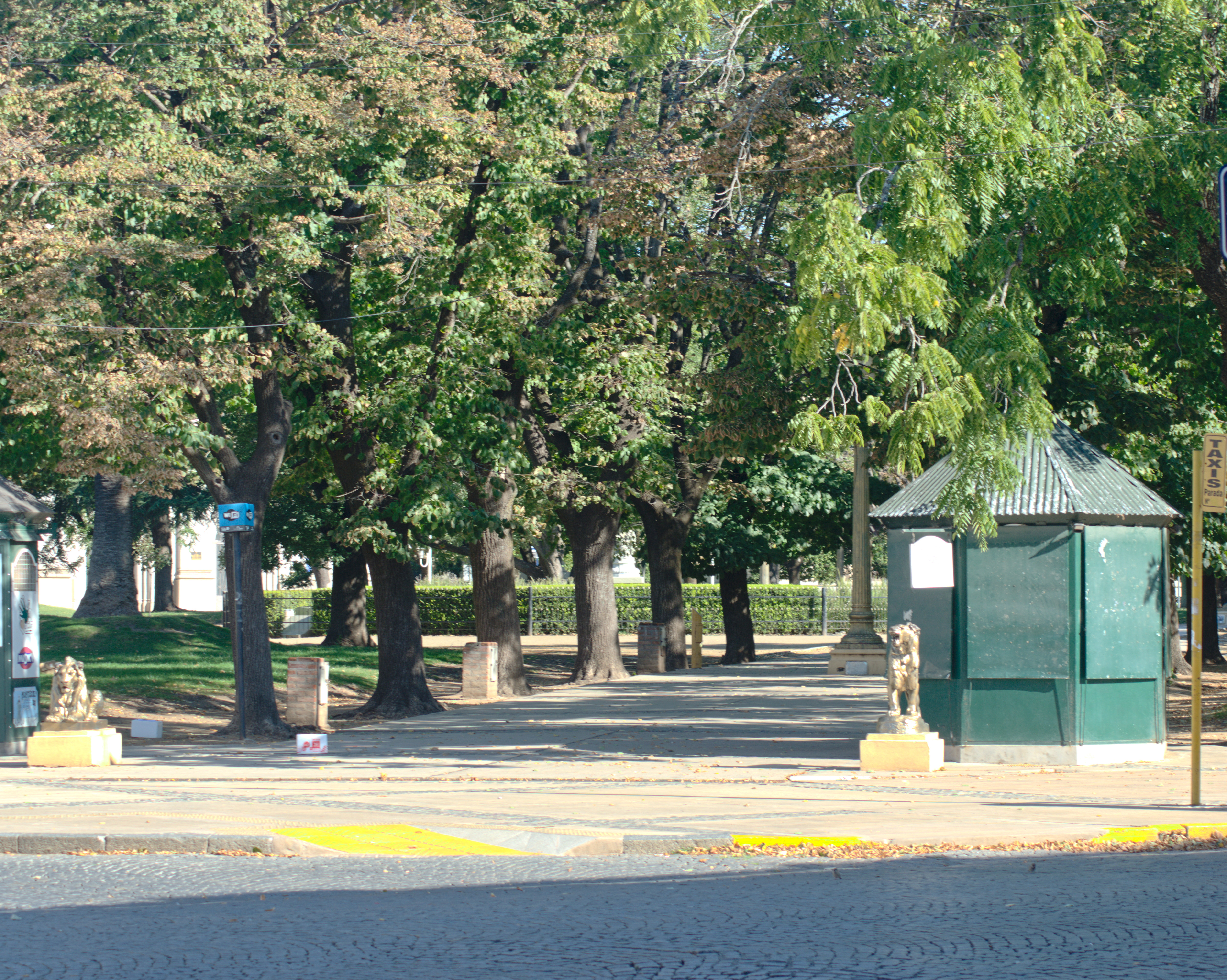
La Plaza Independencia en Tandil el 29 de abril de 2020.

"No tenemos ánimo de hacer chicanas ni aprovechar esto políticamente, pero lo digo porque lo hemos presentado la semana pasada ante la comisión bicameral: hemos encontrado un sistema de salud provincial con muchos problemas, que no ayudan en el marco de esta pandemia", dijo el jefe de Gabinete de la provincia, Carlos Bianco. En tanto, el gobierno de la provincia de Buenos Aires puso en funcionamiento dos nuevas herramientas: Autotest y Asistencia Coronavirus, para que la ciudadanía pueda orientarse y tomar las acciones adecuadas si tiene dudas o presenta síntomas de coronavirus COVID-19. Ambas se encuentran disponibles en el portal web del gobierno de la provincia. Asistencia Coronavirus es un sistema de respuesta automática con formato de chat, que acompaña al ciudadano que presenta síntomas de fiebre junto a tos, dolor de garganta o dificultad respiratoria. Por otro lado, el Autotest, mediante sencillas preguntas, informa cómo proceder ante los síntomas. Estas opciones se suman a un número telefónico donde se atienden las 24 horas. Durante la publicación del Decreto Presidencial 792/2020, El 10 de octubre El Gobierno hizo mención que “en esta etapa de la evolución de la pandemia los indicadores epidemiológicos, el peso de los factores culturales, sociales y conductuales, deben ser evaluadas a la hora de tomar las medidas hacia el futuro” para contemplar la prórroga de la cuarentena. Rl porcentaje de ocupación de camas actualmente es del 63,3 %: en la Ciudad Autónoma de Buenos Aires, del 69 % y en la región metropolitana de la Provincia de Buenos Aires del 60,1%. Por lo que la Ciudad y la Provincia de Buenos Aires y los 35 municipios que integran el Área Metropolitana de Buenos Aires continuaron en la fase de ASPO. El 6 de noviembre en el discurso de extensión de la cuarentena al anunciar el Distncaiamiento Social, Preventivo y Obligatorio, El Presidente de la Nación reconoció  para el AMBA que: "Quiero confesarles que no dista mucho de lo que es hoy. En todo este tiempo fuimos abriendo actividades. Y por lo tanto, lo que eso generó fue un contacto mayor entre quienes habitan el AMBA. Este distanciamiento lo que básicamente autoriza es que se pueda circular sin autorización. El Certificado Único de Circulación Habilitante que hoy se requiere en el AMBA. El transporte público seguirá exclusivamente al servicio de los que están autorizados porque realizan actividades esenciales”. También que "Hace ocho semanas que el AMBA viene descendiendo en la cantidad de casos y tiene la mitad de lo que tenía hace dos meses. Toda actividad que suponga aglomeración de gente en lugares cerrados va a seguir prohibida por ejemplo teatros, cines, recitales en lugares cerrados[...]En bares o restaurantes solo podrán funcionar en condiciones en las que las autoridades locales dispongan." Se decreta el Distanciamiento Social Preventivo y Obligatorio en el Área Metropolitana de Buenos Aires. En la Provincia de Buenos Aires al 6 de noviembre de 2020 se cumple la décima semana consecutiva de caída de casos. En lo epidemiológico esto significa que pasó de tener 5300 casos por día a la primera semana de noviembre en la que en promedio habrá 1900 por día. En 10 semanas los casos bajaron un tercio. El 5 de noviembre habían ocupadas 730 camas de terapia intensiva y el 10 de septiembre había 1250 camas ocupadas, casi el doble. En el interior de la provincia de Buenos Aires.la situación es inversa. de tener 490 casos en la última semana de agosto a tener 1500 casos en la anteúltima semana de octubre semanas, pero al 6 de noviembre esa dinámica de ascenso se interrumpió y se ve un leve descenso. Para pasar de aplanar la curva de casos a aplastarla” se anunció cinco medidas: “Sostener y profundizar la búsqueda activa, fortalecer las pautas de cuidado, ir a una política de distanciamiento inteligente, aplicar una vigilancia activa de los contactos estrechos(para eso sea asintomático o no, también se le va a hacer un test) y por último hacer aislamiento y cuarentena focalizada”, se permiten: La vuelta a clases (en 26 municipios considerados con riesgo bajo se están reanudando las clases presenciales, para determinados grupos y en determinadas condiciones. Y en 82 municipios de riesgo libre se han podido implementar actividades de revinculación en edificios pero al aire libre).. Restaurantes y bares en el interior con aforo. Gimnasios deben mantenerse cerrados. Actividades deportivas colectivas hasta 10 personas en espacios cerrados. Ampliación de construcción privada (obras nuevas todo tipo de obras).

## Estadísticas

### Epidemiología
| Casos de COVID-19 en la provincia de Buenos Aires Muertes Recuperaciones Casos activos marabrmayjunjulagosepÚltimos 15 días | Casos de COVID-19 en la provincia de Buenos Aires Muertes Recuperaciones Casos activos marabrmayjunjulagosepÚltimos 15 días | Casos de COVID-19 en la provincia de Buenos Aires Muertes Recuperaciones Casos activos marabrmayjunjulagosepÚltimos 15 días | Casos de COVID-19 en la provincia de Buenos Aires Muertes Recuperaciones Casos activos marabrmayjunjulagosepÚltimos 15 días | Casos de COVID-19 en la provincia de Buenos Aires Muertes Recuperaciones Casos activos marabrmayjunjulagosepÚltimos 15 días |
| --- | --- | --- | --- | --- |
| Fecha | Fecha | | N.º de casos | N.º de casos |
| 06-03-2020 | 06-03-2020 | | 1(—) | 1(—) |
| 07-03-2020 | 07-03-2020 | | 1(=) | 1(=) |
| 08-03-2020 | 08-03-2020 | | 2(+100%) | 2(+100%) |
| 09-03-2020 | 09-03-2020 | | 2(=) | 2(=) |
| 10-03-2020 | 10-03-2020 | | 3(+50%) | 3(+50%) |
| 11-03-2020 | 11-03-2020 | | 4(+33%) | 4(+33%) |
| 12-03-2020 | 12-03-2020 | | 8(+100%) | 8(+100%) |
| 13-03-2020 | 13-03-2020 | | 9(+12%) | 9(+12%) |
| 14-03-2020 | 14-03-2020 | | 11(+22%) | 11(+22%) |
| 15-03-2020 | 15-03-2020 | | 12(+9,1%) | 12(+9,1%) |
| 16-03-2020 | 16-03-2020 | | 16(+33%) | 16(+33%) |
| 17-03-2020 | 17-03-2020 | | 17(+6,2%) | 17(+6,2%) |
| 18-03-2020 | 18-03-2020 | | 23(+35%) | 23(+35%) |
| 19-03-2020 | 19-03-2020 | | 38(+65%) | 38(+65%) |
| 20-03-2020 | 20-03-2020 | | 49(+29%) | 49(+29%) |
| 21-03-2020 | 21-03-2020 | | 64(+31%) | 64(+31%) |
| 22-03-2020 | 22-03-2020 | | 72(+12%) | 72(+12%) |
| 23-03-2020 | 23-03-2020 | | 77(+6,9%) | 77(+6,9%) |
| 24-03-2020 | 24-03-2020 | | 107(+39%) | 107(+39%) |
| 25-03-2020 | 25-03-2020 | | 137(+28%) | 137(+28%) |
| 26-03-2020 | 26-03-2020 | | 164(+20%) | 164(+20%) |
| 27-03-2020 | 27-03-2020 | | 193(+18%) | 193(+18%) |
| 28-03-2020 | 28-03-2020 | | 201(+4,1%) | 201(+4,1%) |
| 29-03-2020 | 29-03-2020 | | 217(+8%) | 217(+8%) |
| 30-03-2020 | 30-03-2020 | | 253(+17%) | 253(+17%) |
| 31-03-2020 | 31-03-2020 | | 270(+6,7%) | 270(+6,7%) |
| 01-04-2020 | 01-04-2020 | | 280(+3,7%) | 280(+3,7%) |
| 02-04-2020 | 02-04-2020 | | 316(+13%) | 316(+13%) |
| 03-04-2020 | 03-04-2020 | | 338(+7%) | 338(+7%) |
| 04-04-2020 | 04-04-2020 | | 364(+7,7%) | 364(+7,7%) |
| 05-04-2020 | 05-04-2020 | | 397(+9,1%) | 397(+9,1%) |
| 06-04-2020 | 06-04-2020 | | 409(+3%) | 409(+3%) |
| 07-04-2020 | 07-04-2020 | | 443(+8,3%) | 443(+8,3%) |
| 08-04-2020 | 08-04-2020 | | 460(+3,8%) | 460(+3,8%) |
| 09-04-2020 | 09-04-2020 | | 488(+6,1%) | 488(+6,1%) |
| 10-04-2020 | 10-04-2020 | | 507(+3,9%) | 507(+3,9%) |
| 11-04-2020 | 11-04-2020 | | 544(+7,3%) | 544(+7,3%) |
| 12-04-2020 | 12-04-2020 | | 572(+5,1%) | 572(+5,1%) |
| 13-04-2020 | 13-04-2020 | | 601(+5,1%) | 601(+5,1%) |
| 14-04-2020 | 14-04-2020 | | 667(+11%) | 667(+11%) |
| 15-04-2020 | 15-04-2020 | | 729(+9,3%) | 729(+9,3%) |
| 16-04-2020 | 16-04-2020 | | 759(+4,1%) | 759(+4,1%) |
| 17-04-2020 | 17-04-2020 | | 793(+4,5%) | 793(+4,5%) |
| 18-04-2020 | 18-04-2020 | | 824(+3,9%) | 824(+3,9%) |
| 19-04-2020 | 19-04-2020 | | 872(+5,8%) | 872(+5,8%) |
| 20-04-2020 | 20-04-2020 | | 914(+4,8%) | 914(+4,8%) |
| 21-04-2020 | 21-04-2020 | | 975(+6,7%) | 975(+6,7%) |
| 22-04-2020 | 22-04-2020 | | 1036(+6,3%) | 1036(+6,3%) |
| 23-04-2020 | 23-04-2020 | | 1120(+8,1%) | 1120(+8,1%) |
| 24-04-2020 | 24-04-2020 | | 1181(+5,4%) | 1181(+5,4%) |
| 25-04-2020 | 25-04-2020 | | 1275(+8%) | 1275(+8%) |
| 26-04-2020 | 26-04-2020 | | 1331(+4,4%) | 1331(+4,4%) |
| 27-04-2020 | 27-04-2020 | | 1381(+3,8%) | 1381(+3,8%) |
| 28-04-2020 | 28-04-2020 | | 1429(+3,5%) | 1429(+3,5%) |
| 29-04-2020 | 29-04-2020 | | 1532(+7,2%) | 1532(+7,2%) |
| 30-04-2020 | 30-04-2020 | | 1598(+4,3%) | 1598(+4,3%) |
| 01-05-2020 | 01-05-2020 | | 1632(+2,1%) | 1632(+2,1%) |
| 02-05-2020 | 02-05-2020 | | 1677(+2,8%) | 1677(+2,8%) |
| 03-05-2020 | 03-05-2020 | | 1715(+2,3%) | 1715(+2,3%) |
| 04-05-2020 | 04-05-2020 | | 1753(+2,2%) | 1753(+2,2%) |
| 05-05-2020 | 05-05-2020 | | 1811(+3,3%) | 1811(+3,3%) |
| 06-05-2020 | 06-05-2020 | | 1874(+3,5%) | 1874(+3,5%) |
| 07-05-2020 | 07-05-2020 | | 1924(+2,7%) | 1924(+2,7%) |
| 08-05-2020 | 08-05-2020 | | 2001(+4%) | 2001(+4%) |
| 09-05-2020 | 09-05-2020 | | 2061(+3%) | 2061(+3%) |
| 10-05-2020 | 10-05-2020 | | 2112(+2,5%) | 2112(+2,5%) |
| 11-05-2020 | 11-05-2020 | | 2156(+2,1%) | 2156(+2,1%) |
| 12-05-2020 | 12-05-2020 | | 2236(+3,7%) | 2236(+3,7%) |
| 13-05-2020 | 13-05-2020 | | 2332(+4,3%) | 2332(+4,3%) |
| 14-05-2020 | 14-05-2020 | | 2411(+3,4%) | 2411(+3,4%) |
| 15-05-2020 | 15-05-2020 | | 2497(+3,6%) | 2497(+3,6%) |
| 16-05-2020 | 16-05-2020 | | 2594(+3,9%) | 2594(+3,9%) |
| 17-05-2020 | 17-05-2020 | | 2668(+2,9%) | 2668(+2,9%) |
| 18-05-2020 | 18-05-2020 | | 2761(+3,5%) | 2761(+3,5%) |
| 19-05-2020 | 19-05-2020 | | 2918(+5,7%) | 2918(+5,7%) |
| 20-05-2020 | 20-05-2020 | | 3096(+6,1%) | 3096(+6,1%) |
| 21-05-2020 | 21-05-2020 | | 3309(+6,9%) | 3309(+6,9%) |
| 22-05-2020 | 22-05-2020 | | 3575(+8%) | 3575(+8%) |
| 23-05-2020 | 23-05-2020 | | 3864(+8,1%) | 3864(+8,1%) |
| 24-05-2020 | 24-05-2020 | | 4060(+5,1%) | 4060(+5,1%) |
| 25-05-2020 | 25-05-2020 | | 4219(+3,9%) | 4219(+3,9%) |
| 26-05-2020 | 26-05-2020 | | 4455(+5,6%) | 4455(+5,6%) |
| 27-05-2020 | 27-05-2020 | | 4770(+7,1%) | 4770(+7,1%) |
| 28-05-2020 | 28-05-2020 | | 5069(+6,3%) | 5069(+6,3%) |
| 29-05-2020 | 29-05-2020 | | 5342(+5,4%) | 5342(+5,4%) |
| 30-05-2020 | 30-05-2020 | | 5638(+5,5%) | 5638(+5,5%) |
| 31-05-2020 | 31-05-2020 | | 5892(+4,5%) | 5892(+4,5%) |
| 01-06-2020 | 01-06-2020 | | 6144(+4,3%) | 6144(+4,3%) |
| 02-06-2020 | 02-06-2020 | | 6632(+7,9%) | 6632(+7,9%) |
| 03-06-2020 | 03-06-2020 | | 7074(+6,7%) | 7074(+6,7%) |
| 04-06-2020 | 04-06-2020 | | 7496(+6%) | 7496(+6%) |
| 05-06-2020 | 05-06-2020 | | 7868(+5%) | 7868(+5%) |
| 06-06-2020 | 06-06-2020 | | 8325(+5,8%) | 8325(+5,8%) |
| 07-06-2020 | 07-06-2020 | | 8700(+4,5%) | 8700(+4,5%) |
| 08-06-2020 | 08-06-2020 | | 9044(+4%) | 9044(+4%) |
| 09-06-2020 | 09-06-2020 | | 9590(+6%) | 9590(+6%) |
| 10-06-2020 | 10-06-2020 | | 10 211(+6,5%) | 10 211(+6,5%) |
| 11-06-2020 | 11-06-2020 | | 10 968(+7,4%) | 10 968(+7,4%) |
| 12-06-2020 | 12-06-2020 | | 11 712(+6,8%) | 11 712(+6,8%) |
| 13-06-2020 | 13-06-2020 | | 12 561(+7,2%) | 12 561(+7,2%) |
| 14-06-2020 | 14-06-2020 | | 13 196(+5,1%) | 13 196(+5,1%) |
| 15-06-2020 | 15-06-2020 | | 13 748(+4,2%) | 13 748(+4,2%) |
| 16-06-2020 | 16-06-2020 | | 14 546(+5,8%) | 14 546(+5,8%) |
| 17-06-2020 | 17-06-2020 | | 15 345(+5,5%) | 15 345(+5,5%) |
| 18-06-2020 | 18-06-2020 | | 16 451(+7,2%) | 16 451(+7,2%) |
| 19-06-2020 | 19-06-2020 | | 17 570(+6,8%) | 17 570(+6,8%) |
| 20-06-2020 | 20-06-2020 | | 18 583(+5,8%) | 18 583(+5,8%) |
| 21-06-2020 | 21-06-2020 | | 19 329(+4%) | 19 329(+4%) |
| 22-06-2020 | 22-06-2020 | | 20 366(+5,4%) | 20 366(+5,4%) |
| 23-06-2020 | 23-06-2020 | | 21 700(+6,6%) | 21 700(+6,6%) |
| 24-06-2020 | 24-06-2020 | | 23 163(+6,7%) | 23 163(+6,7%) |
| 25-06-2020 | 25-06-2020 | | 24 645(+6,4%) | 24 645(+6,4%) |
| 26-06-2020 | 26-06-2020 | | 26 337(+6,9%) | 26 337(+6,9%) |
| 27-06-2020 | 27-06-2020 | | 27 760(+5,4%) | 27 760(+5,4%) |
| 28-06-2020 | 28-06-2020 | | 28 986(+4,4%) | 28 986(+4,4%) |
| 29-06-2020 | 29-06-2020 | | 30 265(+4,4%) | 30 265(+4,4%) |
| 30-06-2020 | 30-06-2020 | | 31 639(+4,5%) | 31 639(+4,5%) |
| 01-07-2020 | 01-07-2020 | | 33 310(+5,3%) | 33 310(+5,3%) |
| 02-07-2020 | 02-07-2020 | | 35 044(+5,2%) | 35 044(+5,2%) |
| 03-07-2020 | 03-07-2020 | | 36 893(+5,3%) | 36 893(+5,3%) |
| 04-07-2020 | 04-07-2020 | | 38 410(+4,1%) | 38 410(+4,1%) |
| 05-07-2020 | 05-07-2020 | | 39 974(+4,1%) | 39 974(+4,1%) |
| 06-07-2020 | 06-07-2020 | | 41 450(+3,7%) | 41 450(+3,7%) |
| 07-07-2020 | 07-07-2020 | | 43 201(+4,2%) | 43 201(+4,2%) |
| 08-07-2020 | 08-07-2020 | | 45 423(+5,1%) | 45 423(+5,1%) |
| 09-07-2020 | 09-07-2020 | | 47 795(+5,2%) | 47 795(+5,2%) |
| 10-07-2020 | 10-07-2020 | | 49 914(+4,4%) | 49 914(+4,4%) |
| 11-07-2020 | 11-07-2020 | | 52 028(+4,2%) | 52 028(+4,2%) |
| 12-07-2020 | 12-07-2020 | | 53 661(+3,1%) | 53 661(+3,1%) |
| 13-07-2020 | 13-07-2020 | | 55 663(+3,7%) | 55 663(+3,7%) |
| 14-07-2020 | 14-07-2020 | | 57 925(+4,1%) | 57 925(+4,1%) |
| 15-07-2020 | 15-07-2020 | | 60 660(+4,7%) | 60 660(+4,7%) |
| 16-07-2020 | 16-07-2020 | | 63 204(+4,2%) | 63 204(+4,2%) |
| 17-07-2020 | 17-07-2020 | | 66 206(+4,7%) | 66 206(+4,7%) |
| 18-07-2020 | 18-07-2020 | | 68 023(+2,7%) | 68 023(+2,7%) |
| 19-07-2020 | 19-07-2020 | | 70 784(+4,1%) | 70 784(+4,1%) |
| 20-07-2020 | 20-07-2020 | | 73 340(+3,6%) | 73 340(+3,6%) |
| 21-07-2020 | 21-07-2020 | | 76 817(+4,7%) | 76 817(+4,7%) |
| 22-07-2020 | 22-07-2020 | | 80 618(+4,9%) | 80 618(+4,9%) |
| 23-07-2020 | 23-07-2020 | | 84 919(+5,3%) | 84 919(+5,3%) |
| 24-07-2020 | 24-07-2020 | | 88 709(+4,5%) | 88 709(+4,5%) |
| 25-07-2020 | 25-07-2020 | | 91 959(+3,7%) | 91 959(+3,7%) |
| 26-07-2020 | 26-07-2020 | | 94 877(+3,2%) | 94 877(+3,2%) |
| 27-07-2020 | 27-07-2020 | | 98 228(+3,5%) | 98 228(+3,5%) |
| 28-07-2020 | 28-07-2020 | | 102 395(+4,2%) | 102 395(+4,2%) |
| 29-07-2020 | 29-07-2020 | | 106 247(+3,8%) | 106 247(+3,8%) |
| 30-07-2020 | 30-07-2020 | | 110 662(+4,2%) | 110 662(+4,2%) |
| 31-07-2020 | 31-07-2020 | | 114 573(+3,5%) | 114 573(+3,5%) |
| 01-08-2020 | 01-08-2020 | | 118 159(+3,1%) | 118 159(+3,1%) |
| 02-08-2020 | 02-08-2020 | | 121 956(+3,2%) | 121 956(+3,2%) |
| 03-08-2020 | 03-08-2020 | | 125 114(+2,6%) | 125 114(+2,6%) |
| 04-08-2020 | 04-08-2020 | | 129 451(+3,5%) | 129 451(+3,5%) |
| 05-08-2020 | 05-08-2020 | | 134 127(+3,6%) | 134 127(+3,6%) |
| 06-08-2020 | 06-08-2020 | | 139 114(+3,7%) | 139 114(+3,7%) |
| 07-08-2020 | 07-08-2020 | | 144 307(+3,7%) | 144 307(+3,7%) |
| 08-08-2020 | 08-08-2020 | | 148 360(+2,8%) | 148 360(+2,8%) |
| 09-08-2020 | 09-08-2020 | | 151 264(+2%) | 151 264(+2%) |
| 10-08-2020 | 10-08-2020 | | 156 666(+3,6%) | 156 666(+3,6%) |
| 11-08-2020 | 11-08-2020 | | 161 242(+2,9%) | 161 242(+2,9%) |
| 12-08-2020 | 12-08-2020 | | 166 395(+3,2%) | 166 395(+3,2%) |
| 13-08-2020 | 13-08-2020 | | 171 381(+3%) | 171 381(+3%) |
| 14-08-2020 | 14-08-2020 | | 175 538(+2,4%) | 175 538(+2,4%) |
| 15-08-2020 | 15-08-2020 | | 179 976(+2,5%) | 179 976(+2,5%) |
| 16-08-2020 | 16-08-2020 | | 183 093(+1,7%) | 183 093(+1,7%) |
| 17-08-2020 | 17-08-2020 | | 185 614(+1,4%) | 185 614(+1,4%) |
| 18-08-2020 | 18-08-2020 | | 190 199(+2,5%) | 190 199(+2,5%) |
| 19-08-2020 | 19-08-2020 | | 194 502(+2,3%) | 194 502(+2,3%) |
| 20-08-2020 | 20-08-2020 | | 199 747(+2,7%) | 199 747(+2,7%) |
| 21-08-2020 | 21-08-2020 | | 205 069(+2,7%) | 205 069(+2,7%) |
| 22-08-2020 | 22-08-2020 | | 209 907(+2,4%) | 209 907(+2,4%) |
| 23-08-2020 | 23-08-2020 | | 212 736(+1,3%) | 212 736(+1,3%) |
| 24-08-2020 | 24-08-2020 | | 218 392(+2,7%) | 218 392(+2,7%) |
| 25-08-2020 | 25-08-2020 | | 223 704(+2,4%) | 223 704(+2,4%) |
| 26-08-2020 | 26-08-2020 | | 230 332(+3%) | 230 332(+3%) |
| 27-08-2020 | 27-08-2020 | | 236 734(+2,8%) | 236 734(+2,8%) |
| 28-08-2020 | 28-08-2020 | | 244 220(+3,2%) | 244 220(+3,2%) |
| 29-08-2020 | 29-08-2020 | | 249 765(+2,3%) | 249 765(+2,3%) |
| 30-08-2020 | 30-08-2020 | | 253 652(+1,6%) | 253 652(+1,6%) |
| 31-08-2020 | 31-08-2020 | | 258 793(+2%) | 258 793(+2%) |
| 01-09-2020 | 01-09-2020 | | 264 950(+2,4%) | 264 950(+2,4%) |
| 02-09-2020 | 02-09-2020 | | 271 185(+2,4%) | 271 185(+2,4%) |
| 03-09-2020 | 03-09-2020 | | 278 175(+2,6%) | 278 175(+2,6%) |
| 04-09-2020 | 04-09-2020 | | 283 857(+2%) | 283 857(+2%) |
| 05-09-2020 | 05-09-2020 | | 289 177(+1,9%) | 289 177(+1,9%) |
| 06-09-2020 | 06-09-2020 | | 292 446(+1,1%) | 292 446(+1,1%) |
| 07-09-2020 | 07-09-2020 | | 297 079(+1,6%) | 297 079(+1,6%) |
| 08-09-2020 | 08-09-2020 | | 303 988(+2,3%) | 303 988(+2,3%) |
| 09-09-2020 | 09-09-2020 | | 310 254(+2,1%) | 310 254(+2,1%) |
| 10-09-2020 | 10-09-2020 | | 316 506(+2%) | 316 506(+2%) |
| 11-09-2020 | 11-09-2020 | | 322 238(+1,8%) | 322 238(+1,8%) |
| 12-09-2020 | 12-09-2020 | | 328 100(+1,8%) | 328 100(+1,8%) |
| Fuentes: - Ministerio de Salud de la provincia de Buenos Aires (2020) Observaciones: - El «# de casos» diario se refiere al total de casos confirmados en la provincia. - El número entre paréntesis indica el porcentaje de incremento de casos con respecto al día anterior. | | | | |

| Partido                                                                                       | Población (est. 2020) | Casos confirmados | Muertes confirmadas | Recuperaciones confirmadas |
| --------------------------------------------------------------------------------------------- | --------------------- | ----------------- | ------------------- | -------------------------- |
| La Matanza                                                                                    | 2 281 194             | 30 444            | 618                 | 23 788                     |
| [[Archivo:\|20x20px\|border\|Bandera de Partido de Quilmes]] Quilmes                          | 664 783               | 15 720            | 321                 | 12 810                     |
| [[Archivo:\|20x20px\|border\|Bandera de Partido de Lomas de Zamora]] Lomas de Zamora          | 648 312               | 11 451            | 252                 | 8533                       |
| [[Archivo:\|20x20px\|border\|Bandera de Partido de Almirante Brown]] Almirante Brown          | 597 969               | 10 778            | 236                 | 8237                       |
| [[Archivo:\|20x20px\|border\|Bandera de Partido de Lanús]] Lanús                              | 462 827               | 10 486            | 277                 | 8145                       |
| Avellaneda                                                                                    | 356 392               | 9655              | 194                 | 7592                       |
| [[Archivo:\|20x20px\|border\|Bandera del Partido de General San Martín]] General San Martín   | 425 265               | 9540              | 208                 | 7096                       |
| La Plata                                                                                      | 713 947               | 7714              | 125                 | 5789                       |
| [[Archivo:\|20x20px\|border\|Bandera del Partido de Merlo]] Merlo                             | 606 413               | 7409              | 104                 | 5564                       |
| [[Archivo:\|20x20px\|border\|Bandera de Partido de Florencio Varela]] Florencio Varela        | 517 082               | 7406              | 135                 | 5848                       |
| Tres de Febrero                                                                               | 344 067               | 7231              | 174                 | 5584                       |
| [[Archivo:\|20x20px\|border\|Bandera de Partido de Moreno]] Moreno                            | 541 691               | 7129              | 115                 | 5609                       |
| [[Archivo:\|20x20px\|border\|Bandera de Partido de Esteban Echeverría]] Esteban Echeverría    | 370 900               | 6072              | 97                  | 4453                       |
| [[Archivo:\|20x20px\|border\|Bandera de Partido de Berazategui]] Berazategui                  | 365 771               | 6018              | 143                 | 5058                       |
| [[Archivo:\|20x20px\|border\|Bandera de Partido de San Isidro]] San Isidro                    | 292 224               | 5859              | 121                 | 4648                       |
| Tigre                                                                                         | 462 998               | 5811              | 96                  | 4486                       |
| Morón                                                                                         | 318 632               | 5156              | 125                 | 3916                       |
| San Miguel                                                                                    | 304 122               | 4511              | 116                 | 3580                       |
| [[Archivo:\|20x20px\|border\|Bandera del Partido de Malvinas Argentinas]] Malvinas Argentinas | 359 953               | 4301              | 116                 | 2837                       |
| José C. Paz                                                                                   | 307 443               | 4104              | 82                  | 2905                       |
| Vicente López                                                                                 | 267 655               | 3583              | 83                  | 2605                       |
| Pilar                                                                                         | 378 167               | 3341              | 49                  | 2694                       |
| [[Archivo:\|20x20px\|border\|Bandera de Partido de San Fernando]] San Fernando                | 174 883               | 3272              | 74                  | 2300                       |
| Escobar                                                                                       | 255 073               | 2834              | 74                  | 2179                       |
| [[Archivo:\|20x20px\|border\|Bandera del Partido de Hurlingham]] Hurlingham                   | 193 583               | 2790              | 33                  | 2280                       |
| General Pueyrredón                                                                            | 656 456               | 2763              | 58                  | 1738                       |
| [[Archivo:\|20x20px\|border\|Bandera del Partido de Ezeiza]] Ezeiza                           | 219 031               | 2632              | 44                  | 2015                       |
| Ituzaingó                                                                                     | 180 914               | 2424              | 52                  | 1826                       |
| Luján                                                                                         | 119 805               | 1398              | 26                  | 1063                       |
| [[Archivo:\|20x20px\|border\|Bandera de Partido de General Rodríguez]] General Rodríguez      | 109 695               | 1338              | 18                  | 1035                       |
| Total de la provincia                                                                         | 17 541 141            | 218 392           | 4291                | 166 135                    |

### Gráficos

#### Progresión diaria
Progresión diaria de los casos, con media móvil de siete días. 

#### Por grupos etarios
Datos actualizados al 10 de septiembre de 2020